# Вогра (приток Сивозы)
Вогра — река в России, протекает большей частью в Любимском районе Ярославской области, а исток находится в лесу в Грязовецком районе Вологодской области. Устье реки находится в 8,5 км по левому берегу реки Сивоза от её устья. Длина реки составляет 10 км. У берегов Сивозы расположены сельские населённые пункты Антушово, Починок и Трухино; напротив устья находится деревня Афанасьевское.

## Данные водного реестра
По данным государственного водного реестра России относится к Верхневолжскому бассейновому округу, водохозяйственный участок реки — Кострома от истока до водомерного поста у деревни Исады, речной подбассейн реки — Волга ниже Рыбинского водохранилища до впадения Оки. Речной бассейн реки — (Верхняя) Волга до Куйбышевского водохранилища (без бассейна Оки).
Код объекта в государственном водном реестре — 08010300112110000012861.